# Stroopwafel
Stroopwafel /„stro: pˌva: fəɫ/ (literal „gofră cu sirop”) este un biscuit tipic olandez format din două gofre subțiri între care se întinde un tip de sirop de caramel numit stroop sau siroop. Primele au fost produse la Gouda, Țările de Jos, în 1784. Există mai multe versiuni pe piață.

## Ingrediente
Aluatul pentru gofre este făcut din făină, unt, zahăr brun, drojdie, lapte și ouă. O minge de aluat de marime medie se pune pe un aparat de prăjit gofre. Când gofra este prăjită, și cât este încă fierbinte, se taie în jumatate. Umplutura fierbinte, constând din sirop, zahăr brun, unt și scorțișoară se amestecă între jumătățile de gofre pe măsură ce sunt combinate.

## Istorie
Primul stroopwafel pare să fi fost produs între sfârșitul secolului al XVIII-lea și începutul secolului al XIX-lea de către un bucătar folosind resturi de la brutărie, precum pesmet, îndulcit cu sirop. O legendă atribuie invenția stroopwafel-ului brutarului Gerard Kamphuisen, care le-ar fi preparat pentru prima dată între 1810, anul în care s-a deschis brutăria sa, și 1840, anul la care datează cea mai veche rețetă.
În secolul al XIX-lea, în Gouda existau aproximativ 100 de brutării care făceau aceste gofre cu sirop, singurul oraș în care se făceau până în 1870. După 1870, s-au răspândit și în festivaluri și piețe din afara orașului Gouda. În secolul al XIX-lea, industriile au început să producă stroopwafel. În 1960, doar în Gouda existau 17 fabrici, dintre care patru sunt încă operaționale.